# Saint-Gérand-de-Vaux
Saint-Gérand-de-Vaux és un municipi francès, situat al departament de l'Alier i a la regió d'Alvèrnia-Roine-Alps. L'any 2007 tenia 442 habitants.

## Demografia

### Població
El 2007 la població de fet de Saint-Gérand-de-Vaux era de 442 persones. Hi havia 188 famílies de les quals 56 eren unipersonals (20 homes vivint sols i 36 dones vivint soles), 72 parelles sense fills, 48 parelles amb fills i 12 famílies monoparentals amb fills.
La població ha evolucionat segons el següent gràfic:
Habitants censats

### Habitatges
El 2007 hi havia 232 habitatges, 187 eren l'habitatge principal de la família, 27 eren segones residències i 18 estaven desocupats. 226 eren cases i 3 eren apartaments. Dels 187 habitatges principals, 126 estaven ocupats pels seus propietaris, 58 estaven llogats i ocupats pels llogaters i 3 estaven cedits a títol gratuït; 1 tenia una cambra, 9 en tenien dues, 36 en tenien tres, 42 en tenien quatre i 99 en tenien cinc o més. 127 habitatges disposaven pel capbaix d'una plaça de pàrquing. A 81 habitatges hi havia un automòbil i a 83 n'hi havia dos o més.

### Piràmide de població
La piràmide de població per edats i sexe el 2009 era:
| Homes | Edats   | Dones |
| ----- | ------- | ----- |
| 4     | 95 o +  | 0     |
| 0     | 90 a 94 | 0     |
| 0     | 85 a 89 | 4     |
| 0     | 80 a 84 | 8     |
| 8     | 75 a 79 | 12    |
| 12    | 70 a 74 | 12    |
| 8     | 65 a 69 | 8     |
| 20    | 60 a 64 | 8     |
| 16    | 55 a 59 | 16    |
| 16    | 50 a 54 | 4     |
| 8     | 45 a 49 | 20    |
| 12    | 40 a 44 | 20    |
| 20    | 35 a 39 | 12    |
| 28    | 30 a 34 | 28    |
| 12    | 25 a 29 | 16    |
| 0     | 20 a 24 | 24    |
| 16    | 15 a 19 | 12    |
| 12    | 10 a 14 | 16    |
| 28    | 5 a 9   | 20    |
| 16    | 0 a 4   | 32    |

## Economia
El 2007 la població en edat de treballar era de 266 persones, 174 eren actives i 92 eren inactives. De les 174 persones actives 155 estaven ocupades (82 homes i 73 dones) i 19 estaven aturades (9 homes i 10 dones). De les 92 persones inactives 29 estaven jubilades, 25 estaven estudiant i 38 estaven classificades com a «altres inactius».

### Ingressos
El 2009 a Saint-Gérand-de-Vaux hi havia 188 unitats fiscals que integraven 427 persones, la mediana anual d'ingressos fiscals per persona era de 14.229 €.

### Activitats econòmiques
Dels 12 establiments que hi havia el 2007, 2 eren d'empreses de fabricació d'altres productes industrials, 3 d'empreses de construcció, 5 d'empreses de comerç i reparació d'automòbils, 1 d'una empresa d'hostatgeria i restauració i 1 d'una empresa financera.
Dels 3 establiments de servei als particulars que hi havia el 2009, 1 era un taller de reparació d'automòbils i de material agrícola, 1 fusteria i 1 electricista.
L'any 2000 a Saint-Gérand-de-Vaux hi havia 23 explotacions agrícoles que ocupaven un total de 2.096 hectàrees.

## Equipaments sanitaris i escolars
El 2009 hi havia una escola elemental integrada dins d'un grup escolar amb les comunes properes formant una escola dispersa.

## Poblacions més properes
El següent diagrama mostra les poblacions més properes.